# Hymenodictyon biafranum
Hymenodictyon biafranum är en måreväxtart som beskrevs av William Philip Hiern. Hymenodictyon biafranum ingår i släktet Hymenodictyon och familjen måreväxter. Inga underarter finns listade i Catalogue of Life.